# Рооп, Богдан Антонович
Богдан Антонович Рооп (1795—1865) — генерал-майор Русской императорской армии.

## Биография
Родился 18 (29) января 1795 года и происходил из дворян Эстляндской губернии. Воспитывался с 15 сентября 1811 года в Дворянском полку.
27 декабря 1812 года он был произведён в прапорщики, с переводом в формировавшиеся тогда гвардейские резервные эскадроны. Приняв участие в военных действиях Отечественной войны 1812 года, он за отличие под Кульмом в ходе Войны шестой коалиции награжден был орденом Святой Анны 4-й степени и переведен был в лейб-гвардии Драгунский полк, к которому прибыл лишь 10 января 1814 года.
13 марта 1814 года за отличие в сражении при Фер-Шампенуазе Рооп был награждён орденом Святого Владимира 4-й степени с бантом. Кроме указанных выше, Рооп участвовал в сражениях: 1813 год — при Дрездене, Лейпциге, Бутельштедте и при Ла-Ротьере; в 1814 году — при деревне Пионе, при местечках Сезанне и Монмираль, при Реймсе, при деревнях Суди и Сомпьи, под Парижем и при взятии французской столицы, после чего вернулся в Россию.
25 марта 1816 года Рооп был произведён в поручики, а 26 апреля 1817 года бы переведен, капитаном, в Лифляндский конно-егерский полк, откуда 25 июня 1822 года перешёл ротмистром в Лубенский гусарский полк.
11 мая 1825 года он был произведён в майоры с переводом в Сумский гусарский полк, а 10 января 1827 года — в Ольвиопольский гусарский полк; где 6 августа 1830 года произведён был, «за отличие по службе», в подполковники.
В Польскую кампанию 1831 года Богдан Антонович Рооп участвовал в боях при Калушине, при Минсе, при корчме Вавер, под Прагой, на Гроховском поле, близ местечка Латавича, на реке Ловице близ Венгрова, близ Куфиева, под Минском (14 апреля), при Енджиеве (4 мая); затем, оставшись в Кобрине, он «угрожал команде мятежника Пусловского беспрестанными опасностями и отличался распорядительностью и неусыпными стараниями»; 17 августа, по распоряжению генерала Розена, Рооп был командирован в Тирасполь с тремя эскадронами, с которыми, при наступлении Ромарино, содержал пикеты и «все даваемые ему поручения исполнял с примерною точностью и усердием».
24 августа 1833 года, по расформировании Ольвиопольского гусарского полка, Рооп был переведён в Ахтырский гусарский полк, в феврале 1834 года назначен был командиром резервного эскадрона, с которым в 23 июня 1835 года был командирован в Стародубовский кирасирский полк.
4 сентября 1837 года Рооп был произведён в полковники, в августе 1839 года командирован был в Образцовый кавалерийский полк и в декабре прикомандирован к Лейб-кирасирскому Наследника Цесаревича полку, из которого в августе 1840 года снова отчислен был в Образцовый полк, а 2 февраля 1841 года назначен был командиром Оренбургского казачьего № 2 полка.
12 мая 1845 года Рооп был назначен командиром 2-го военного округа Оренбургского казачьего войска, 16 марта 1850 года награжден был орденом Святого Владимира 3-й степени и 7 мая 1850 года отчислен от должности и только 25 апреля 1854 года получил назначение презусом Комиссии военного суда при Хотинском ордонанс-гаузе, из которого откомандирован 20 мая 1855 года к Киевскому, а 4 февраля 1856 года был назначен презусом Эриванского ордонанс-гауза.
Отчисленный 29 марта 1864 года в запасные войска, Б. А. Рооп 27 октября того же года был назначен состоять при Кавказской армии и по армейской кавалерии.
11 декабря 1865 года Богдан Антонович Рооп был произведён в генерал-майоры с увольнением от службы и умер в том же году.
Б. А. Рооп имел братьев Евстафия и Эммануила, также дослужившихся в Русской императорской армии до чина генерал-майора (Евстафий — 25.03.1828, Эммануил — 06.12.1846).

## Награды
За годы службы Богдан Антонович Рооп был удостоен следующих наград:
- орден Святой Анны 4-й степени (1813; до 1816 именовалась 3-й степенью)
- орден Святого Владимира 4-й степени с бантом (1814)
- знак отличия беспорочной службы за XV лет (1830)
- орден Святой Анны 2-й степени (1831)
- знак отличия за военное достоинство 3-й степени (1831)
- орден Святого Георгия 4-й степени за 25 лет службы в офицерских чинах (1838)
- знак отличия беспорочной службы за XXV лет (1840)
- императорская корона к ордену Святой Анны 2-й степени (1844)
- знак отличия беспорочной службы за XXXV лет (1849)
- орден Святого Владимира 3-й степени (1850)
- знак отличия беспорочной службы за XLV лет (1860)
- знак отличия Железного креста (Кульмский крест; Пруссия, 1814)

## Комментарии
1. ↑  Этот факт видимо был неизвестен Н. М. Мурзанову — автору статьи о генерале в «Русском биографическом словаре», которую он назвал Рооп, Богдан (Эммануил) Антонович, решив, видимо, что это один человек из-за похожести биографий. Эммануил Рооп получил орден Св. Георгия 4-го класса за выслугу лет в 1835 году и стал генерал-майором в 1846 году, а Богдан Рооп — соответственно, в 1838 и в 1865 годах. Некоторое время они служили вместе, одновременно получали ордена Св. Анны 4-й ст. и Св. Владимира 4-й ст. с бантом, оба и под Кульмом и в Польше; потом их служба разошлась. В списке полковникам 1844 года они упоминаются оба.